# Bikkia palauensis
Bikkia palauensis är en måreväxtart som beskrevs av Theodoric Valeton. Bikkia palauensis ingår i släktet Bikkia och familjen måreväxter. Inga underarter finns listade i Catalogue of Life.